# 尼里姆大屠殺
2023年10月7日阿克薩洪水行動中，來自加沙走廊的哈馬斯武裝分子入侵以色列南部區的尼里姆基布茲，其距離加沙邊境約2（1.2英里）。這次屠殺造成至少5名基布茲平民死亡，多人受傷，有數量不詳的平民被綁架到加沙作人質。

## 背景
尼里姆基布茲位於內蓋夫沙漠西北部，靠近加沙走廊。其由青年衛士組成的核心團隊「Nir」於1946年成立。尼里姆的經濟以農業為基礎：廣泛種植農作物、牛油果種植園、溫室和乳牛。基布茲居住著約500人，其中包括約130名兒童。
2023年10月7日上午，哈馬斯對以色列發動突襲。其在向以色列發射數千枚火箭彈的掩護下，數百名武裝分子入侵到以色列社區和軍事設施。武裝分子與為數不多的安全部隊交火，並入侵社區，屠殺平民，並將約162人綁架到加沙地帶，其中包括婦女、老人和嬰兒。

## 襲擊
2023年10月7日凌晨，約20名攜帶突擊步槍、手榴彈和火箭的哈馬斯武裝分子抵達尼里姆基布茲。他們放火焚燒房屋，向房屋開火，並投擲手榴彈。當時正在休假的警察阿米特·利維下士聽到槍聲後，與部分待命小隊成員一起，用他的M16步槍與武裝分子對峙。據當地軍事安全協調員說，在這次小衝突之後，其在筒倉的屋頂上佔據戰略有利位置。武裝分子了解己方的戰術劣勢，最後決定撤退。而哈馬斯的特種部隊努赫巴部隊則乘坐摩托車和貨車抵達尼里姆增援。
武裝分子入侵基布茲約7小時後，第一批以色列國防軍地面部隊抵達與武裝分子作戰。大屠殺的倖存者之一是以色列新聞和娛樂網站《Mako》的軍事記者謝伊·利維，他在入侵期間躲藏在避難所裡，並報告整個事件的經過。

## 後續
10月15日，以色列聲稱擊斃了哈馬斯指揮官比拉爾·阿爾·凱德拉，他被認為是尼里姆大屠殺的始作俑者。